# 約翰遜代爾 (加利福尼亞州)
約翰遜代爾（英語：Johnsondale）是位於美國加利福尼亞州圖萊里縣的一個非建制地區。該地的面積和人口皆未知。

## 地理
約翰遜代爾的座標為35°58′29″N 118°32′37″W / 35.97472°N 118.54361°W，而該地的平均海拔高度為1436米（即4711英尺）。